# Joost van Iersel
Joost Peter van Iersel (Tilburg, 4 juli 1940) is een Nederlands politicus. Hij was van 1979 tot 1994, met enkele korte onderbrekingen, Tweede Kamerlid voor het CDA. Tevens was hij van 2002 tot 2018 lid van het Europees Economisch en Sociaal Comité (EESC).

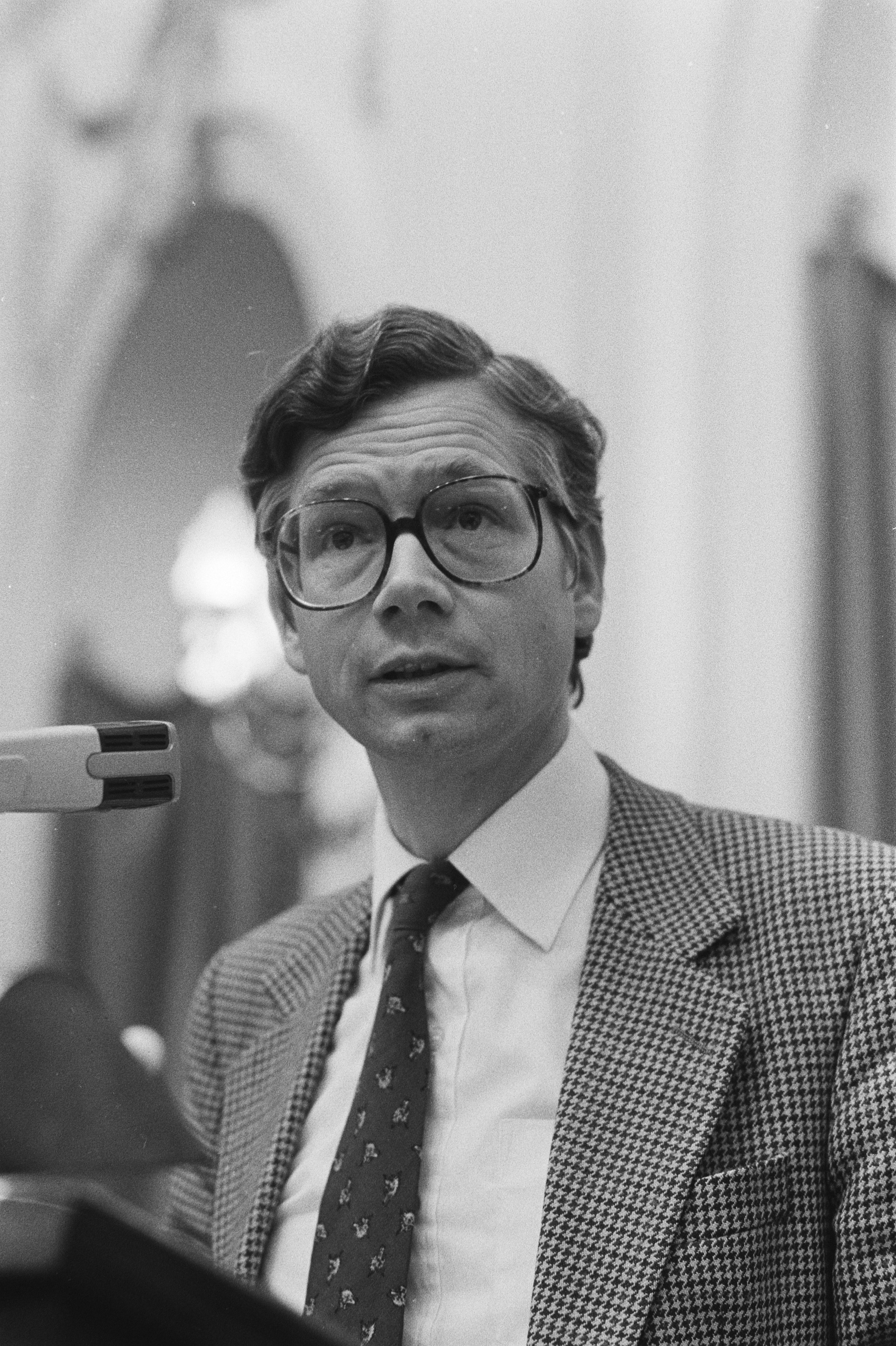
Van Iersel in 1981

Van Iersel was afkomstig uit de KVP en behoorde in de Tweede Kamer tot de rechtervleugel van het CDA. Daar was hij woordvoerder op het gebied van industriebeleid, internationale handel en Europa. Tevens was hij ondervoorzitter van de Vaste Kamercommissies voor Economische en Europese Zaken. Bij de Tweede Kamerverkiezingen 1994 stond hij op de 46e plek van het CDA, waarmee hij wegens verlies van het CDA niet herkozen werd.
Later is hij van 1992 tot 2002 voorzitter geweest van de Kamer van Koophandel regio Den Haag. In zijn tijd als EESC-lid stelde hij regelmatig rapporten op over industriepolitiek, grootstedelijke gebieden en de implementatie van Europese doelstellingen en regelgeving.
Rond 1990-91 was hij ook voorzitter van de Europese Beweging in Nederland (EBN).
- Parlement.com: vg09llmgpcz6